# L’Estafette (journal)
L'Estafette est un quotidien français publié entre 1876 et 1914.

## Histoire

### De 1876 à 1883
En 1873, Hippolyte de Villemessant, directeur du Figaro, journal paraissant le matin, a l'idée de compléter celui-ci par un second titre qui contiendrait toutes les dernières nouvelles financières et politiques de la journée, sans n'être pour autant qu'une simple édition du soir du Figaro. Après une première tentative infructueuse en association avec le directeur de La Presse, Villemessant lance L'Estafette, journal du soir le 1er mai 1876, en remplacement d'un autre journal du soir, le Journal de Paris d'Édouard Hervé (monarchiste constitutionnel). Pour composer la rédaction du nouveau journal, Villemessant choisit Ernest Daudet comme rédacteur en chef, Auguste Vitu pour les « racontars de la Bourse » et son propre gendre, Benoît Jouvin, en tant que critique dramatique et musical.
À peine quelques semaines plus tard, Villemessant revend le journal pour 100 000 francs à Léonce Détroyat, qui venait alors de fonder le Bon Sens après avoir quitté la Liberté. Fusionnée avec le Bon Sens au début du mois de juillet, l’Estafette devient un titre bonapartiste, qui soutient le maréchal de Mac Mahon lors de la crise du 16 mai 1877. À cette époque, son tirage quotidien est de 15 000 exemplaires.
Le 1er mai 1882, la société Détroyat-Soubeyran vend le journal à une société Détroyat-Albiot. Le marché conclu entre les deux raisons sociales n'ayant pas été exécuté, le quotidien est remis en vente par le liquidateur et racheté par Détroyat. Cependant, Jean Albiot conteste ce rachat et fait paraître sa propre édition de l’Estafette concurremment à celle de son ex-associé : ainsi, deux Estafette coexistent pendant quinze jours. Ayant gagné son procès, Albiot poursuit pendant quelques mois la publication du journal, qui adopte une ligne éditoriale républicaine.
Entre le 22 février 1883 et le 3 juin 1886, un seul numéro est publié, le 15 février 1884, afin de conserver la propriété du titre.

### De 1886 à 1914
En juin 1886, une nouvelle Estafette, paraissant désormais le matin, voit le jour par la fusion du Gagne-Petit et de l’Opinion, dont il reprend la numérotation. Son nouveau propriétaire, Odilon Crouzet, en est à la fois le directeur et le rédacteur en chef jusqu'au 22 septembre 1887, date à laquelle il est arrêté pour avoir détourné plus de 180 000 francs en tant que trésorier de l'Association syndicale professionnelle des journalistes républicains français.
Rachetée le mois suivant par le patron de presse Valentin Simond, qui la fusionne avec le Réveil-Matin, l’Estafette est cédée en avril 1889 à une société anonyme agissant pour le compte de Jules Ferry. Le journal, qui continue à s'opposer au boulangisme et adopte la devise positiviste « Ordre et Progrès », devient ainsi l'organe officieux de l'ancien président du conseil.
Le 15 janvier 1899, le docteur Paul de Régla (1838-1918) devient le directeur de l’Estafette.
Dotée d'un supplément hebdomadaire illustré entre 1894 et 1905, l’Estafette cesse de paraître en 1914.

## Collaborateurs notables
- Jean Albiot[8]
- Henry Bauër[16]
- Émile Bergerat[16]
- Eugène Bertol-Graivil[12]
- Arthur de Brezetz[3]
- Henri Brissac[8]
- Paul Burani[3]
- Jules Case[16]
- Robert Charlie[12]
- Jules Dalsème[13]
- Ernest Daudet (rédacteur en chef en mai-juin 1876)[2]
- Albert Duchesne[17]
- Charles Ducher (Don Fabrice)[8]
- Patrice Eyriès (rédacteur en chef en 1882-1883)[8]
- Félix Hément[13]
- Paul Hourie (P. Desmoulins)[3]
- Arsène Houssaye[17]
- Arthur Hustin[3],[13]
- Henri d'Ideville (Revenant III)[3]
- Ambroise Janvier de La Motte (Revenant III)[3]
- Labrousse (Carlon)[3]
- Fernand Lafargue[16],[13]
- Dr. Landur[3]
- Henri Lars[8]
- Jean de Laville[8]
- Paul Lordon
- Étienne Mairesse[16],[13]
- Étienne-Henri Moguez[13]
- Onésime Monprofit[12]
- Eugène Mouton (Revenant I)[3]
- Alfred Naquet[18],[16]
- Émile Noirot[8]
- Jules Noriac (Revenant I)[3]
- Abel Peyrouton[13] (rédacteur en chef de 1889 à 1894)
- Adolphe Possien[19]
- Arthur Pougin[16]
- F. Roland[8]
- Francisque Sarcey[13]
- Albéric Second (Revenant II)[3]
- Armand Silvestre[3],[16]
- Jules Steeg[13]
- Paul Strauss[16]
- Adolphe Tavernier[16]
- Auguste Vitu (A. Voisenbert)[17]
- Charles-Marie Widor (Aulètes)[3]